# Jump (film, 2007)
Pour les articles homonymes, voir Jump.
Pour plus de détails, voir Fiche technique et Distribution.
Jump est un film dramatique autrichien réalisé par Joshua Sinclair, sorti en 2007.

## Synopsis
En 1928, la police autrichienne arrête Phillippe Halsman, d'origine juive, pour le meurtre de son père. L'avocat Richard Pressburger (de) va tenter de défendre son client contre les préjugés du juge.

## Fiche technique
- Titre original : Jump!
- Titre : Jump
- Réalisation, production et scénario : Joshua Sinclair
- Photographie : Gianlorenzo Battaglia
- Musique : Kevin Kaska
- Costumes : Caterina Czepek
- Coproduction : Lilly Berger, Norbert Blecha, Richard Johnson et Oliver Zehetner-Loffredo
- Langue : anglais
- Genre : film dramatique
- Durée : 105 minutes
- Dates de sortie :  
  -  Allemagne : 14 février 2007 (European Film Market, Berlin)
  -  Chine : 23 juin 2007 (Shanghai International Film Festival)
  -  Royaume-Uni : 25 août 2008 en DVD

## Distribution
- Patrick Swayze : Richard Pressburger (de)
- Ben Silverstone (en) : Phillippe Halsman
- Martine McCutcheon : Liuba Halsman
- Heinz Hoenig : Morduch Halsman
- Richard Johnson : Juge Larcher
- Anja Kruse : Ita Halsman
- Heinz Trixner : Emil Groeschel
- Christoph Schobesberger : Siegfried Hohenleitner
- Stefanie Powers : Katherine Wilkins
- Cornelia Albrecht : Marilyn Monroe
- Jodi Fleisher : Marilyn Monroe (voix)